# Radha Mitchell
Radha Rani Amber Indigo Ananda Mitchell (Melbourne, 12 novembre 1973) è un'attrice australiana.

## Biografia
Sua madre è una modella diventata designer e suo padre è un regista; i genitori divorziarono quando era giovane. Ha avuto un'educazione incline alla spiritualità, attingendo alla cultura hindū grazie ai suoi genitori.
Il suo primo nome, Radha, è di origine hindū e significa "Dea dell'amore". Radha era la consorte dell'avatar Krishna. Le altre parti del suo nome sono sempre di origine indiana: sono Rani ("Regina", moglie del Raja) e Ananda (da Ananda, "Gioia/beatitudine/gioia beata"). 
Inizia la sua carriera partecipando alla soap opera australiana Neighbours, dove per tre anni interpreta il ruolo di Cassandra Rushmore; in seguito inizia a farsi conoscere grazie ad alcuni film che ottengono grande successo in patria. Nel 2000 ottiene un ruolo nel film di fantascienza Pitch Black.
Ha interpretato la moglie di Colin Farrell nel film In linea con l'assassino. Il 2004 è l'anno della svolta che la vede partecipare a pellicole sempre più importanti come Neverland - Un sogno per la vita e Melinda e Melinda, venendo chiamata personalmente da Woody Allen per il ruolo da protagonista. Si fa notare in Man on Fire - Il fuoco della vendetta di Tony Scott, sempre nel 2004 al fianco di Denzel Washington.
Nel 2007 recita in Feast of Love di Robert Benton, mentre nel 2008 prende parte a The Code di Mimi Leder.
È vegetariana e pratica yoga.

## Filmografia parziale

### Cinema
- Amore e altre catastrofi (Love and Other Catastrophes), regia di Emma-Kate Croghan (1996)
- High Art, regia di Lisa Cholodenko (1998)
- Cleopatra's Second Husband, regia di Jon Reiss (1998)
- Kick - Nati per ballare (Kick), regia di Lynda Heys (1999)
- Sleeping Beauties, regia di Jamie Babbit - cortometraggio (1999)
- Everything Put Together (Tutto sommato) (Everything Put Together), regia di Marc Forster (2000)
- Pitch Black, regia di David Twohy (2000)
- Baciato da un angelo (Cowboys and Angels), regia di Gregory C. Haynes (2000)
- Nobody's Baby, regia di David Seltzer (2001)
- Un giorno rosso sangue (When Strangers Appear), regia di Scott Reynolds (2001)
- Ten Tiny Love Stories, regia di Rodrigo García (2001)
- L'ultima corsa (Dead Heat), regia di Mark Malone (2002)
- In linea con l'assassino (Phone Booth), regia di Joel Schumacher (2002)
- Incubo in alto mare (Visitors), regia di Richard Franklin (2003)
- Man on Fire - Il fuoco della vendetta (Man on Fire), regia di Tony Scott (2004)
- Neverland - Un sogno per la vita (Finding Neverland), regia di Marc Forster (2004)
- Melinda e Melinda (Melinda and Melinda), regia di Woody Allen (2004)
- Crazy in Love (Mozart and the Whale), regia di Petter Næss (2005)
- Silent Hill, regia di Christophe Gans (2006)
- Plutonio 239 - Pericolo invisibile (The Half Life of Timofey Berezin), regia di Scott Z. Burns (2006)
- Feast of Love, regia di Robert Benton (2007)
- Rogue, regia di Greg McLean (2007)
- Henry Poole - Lassù qualcuno ti ama (Henry Poole Is Here), regia di Mark Pellington (2008)
- The Children of Huang Shi, regia di Roger Spottiswoode (2008)
- The Code (Thick as Thieves), regia di Mimi Leder (2009)
- The Waiting City, regia di Claire McCarthy (2009)
- Il mondo dei replicanti (Surrogates), regia di Jonathan Mostow (2009)
- La città verrà distrutta all'alba (The Crazies), regia di Breck Eisner (2010)
- Silent Hill: Revelation 3D, regia di Michael J. Bassett (2012)
- Big Sur, regia di Michael Polish (2013)
- Il cacciatore di donne (The Frozen Ground), regia di Scott Walker (2013)
- Standing Up, regia di D.J. Caruso (2013)
- Gus, regia di Jessie McCormack (2013)
- Attacco al potere - Olympus Has Fallen (Olympus Has Fallen), regia di Antoine Fuqua (2013)
- Evidence, regia di Olatunde Osunsanmi (2013)
- Bird People, regia di Pascale Ferran (2014)
- Fugly!, regia di Alfredo Rodriguez de Villa (2014)
- Looking for Grace, regia di Sue Brooks (2015)
- Attacco al potere 2 (London Has Fallen), regia di Babak Najafi (2016)
- Misteri nascosti (Sacrifice), regia di Peter A. Dowling (2016)
- The Darkness, regia di Greg McLean (2016)
- The Shack, regia di Stuart Hazeldine (2017)
- Swinging Safari, regia di Stephan Elliott (2018)
- Celeste, regia di Ben Hackworth (2018)
- Standing Up for Sunny, regia di Steven Vidler (2019)
- The World Without You, regia di Damon Shalit (2019)
- Dreamkatcher, regia di Kerry Harris (2020)
- Run Hide Fight - Sotto assedio (Run Hide Fight), regia di Kyle Rankin (2020)
- 2 Hearts - Intreccio di destini (2 Hearts), regia di Lance Hool (2020)
- Asking for It, regia di Eamon O'Rourke (2021)
- Girl at the Window, regia di Mark Hartley (2022)
- Blueback, regia di Robert Connolly (2022)
- Devil's Workshop, regia di Chris von Hoffmann (2022)
- Life Upside Down, regia di Cecilia Miniucchi (2023)

### Televisione
- Neighbours - serial TV (1994-1997)
- La rivolta (Uprising), regia di Jon Avnet - film TV (2001)
- Red Widow – serie TV (2013)
- The Romanoffs - serie TV (2018), episodio 6x1
- Law & Order - Unità vittime speciali - serie TV, episodio 21x15 (2019)

## Doppiatrici italiane
Nelle versioni in italiano delle opere in cui ha recitato, Radha Mitchell è stata doppiata da:
- Chiara Colizzi in In linea con l'assassino, Man on Fire - Il fuoco della vendetta, Melinda e Melinda, The Code, Crazy in love, La città verrà distrutta all'alba, Attacco al potere - Olympus Has Fallen, Red Widow, Attacco al potere 2
- Claudia Catani in Pitch Black, Il mondo dei replicanti, Il cacciatore di donne
- Francesca Fiorentini in Silent Hill, Silent Hill: Revelation 3D
- Marisa Della Pasqua in High Art
- Barbara De Bortoli in Baciato da un angelo
- Stella Musy in Neverland - Un sogno per la vita
- Daniela Calò in Plutonio 239 - Pericolo invisibile
- Sabrina Duranti in Feast of Love
- Rossella Acerbo in Henry Poole - Lassù qualcuno ti ama
- Alessandra Korompay in The Darkness
- Paola Della Pasqua in Evidence
- Deborah Ciccorelli in Run Hide Fight - Sotto assedio
- Eleonora De Angelis in Law & Order - Unità vittime speciali